# Аніховська сільська рада
Ані́ховська сільська рада (рос. Аниховский сельский совет) — сільське поселення у складі Адамовського району Оренбурзької області Росії.
Адміністративний центр — село Аніховка.

## Населення
Населення — 1188 осіб (2019; 1529 в 2010, 1813 у 2002).

## Склад
До складу сільської ради входять:
| Населений пункт   | Населення, осіб (2002) | Населення, осіб (2010) |
| ----------------- | ---------------------- | ---------------------- |
| Аніховка, село    | 1116                   | 932                    |
| Джасай, село      | 410                    | 372                    |
| Красноярськ, село | 287                    | 225                    |